# Єріц Манканц

Схема будівель монастиря

Єріц Манканц (вірм. Երից Մանկանց Վանք) — монастир XVII століття, розташований у Агдеринському районі Азербайджану.
Це найпомітніший приклад монастиря, побудованого в кінці середньовіччя в Арцаху, після перерви в приміщенні церкви з XIV по XVI ст. Єріц Манканц навколо монастиря була побудована в 1691 році в історичному графстві Джраберд. Монастир був створений феодальною сім'єю Мелік-Ісраелянів, лордів Джраберду, з очевидною метою, щоб конкурувати зі Святійшис престолом або «Гандзасаром» і його покровителями спадкової Джалалян-Хасанів, владиків Хачену.